# Katharina Galor
Katharina Galor (née en 1966) est historienne d’art et archéologue spécialisée sur Israël et la Palestine. Elle est israélienne d'origine allemande.

## Biographie
Elle enseigné à l’université Brown aux États-Unis depuis 1998, où elle est professeur en études juives et en urbanisme. Elle a suivi ses études primaires et secondaires en Allemagne et ses études supérieures en France (université d’Aix-Marseille), aux États-Unis (université Brown) et en Israël (université hébraïque de Jérusalem). Elle a enseigné à l’École biblique et archéologique française et à l’École internationale Rothberg de l’université hébraïque à Jérusalem, à l’université Humboldt à Berlin, à l’université de Tufts et à la Rhode Island School of Design aux États-Unis. Elle a été fellow à l’institut des recherches archéologiques W. F. Albright à Jérusalem, à l’institut d’archéologie de l’université hébraïque de Jérusalem, au Antike Kolleg de Berlin, au Selma Stern Zentrum für Jüdische Studien Berlin-Brandenburg, ainsi qu'au Chronoi Center de la Fondation Einstein de Berlin. Elle était présidente de l’institut Américain d’archéologie, de la branche de Narragansett.
Galor a travaillé en tant qu’archéologue sur de nombreux chantiers en France et au Levant entre 1988 et 2006. Ses recherches portent sur l’ethnicité, la religion, et le genre. Depuis 2006 elle a parallèlement élargi ses recherches sur les questions de patrimoine notamment par rapport au conflit israélo-palestinien.
Elle a publié, parmi d’autres ouvrages, The Archaeology of Jerusalem: From the Origins to the Ottomans (Yale University Press, 2013; co-auteur avec Hanswulf Bloedhorn), Finding Jerusalem: Archaeology between Science and Ideology (University of California Press, 2017), et The Moral Triangle: Germans, Israelis, Palestinians (Duke University Press, 2020; co-auteur avec Sa’ed Atshan).

## Publications
- The Archaeology of Jerusalem: From the Origins to the Ottomans (New Haven : Yale University Press, 2013; avec H. Bloedhorn).
- Finding Jerusalem: Archaeology between Science and Ideology (Berkeley, University of California Press, 2017).
- The Moral Triangle: Germans, Israelis, Palestinians (Durham, Duke University Press, 2020; with Sa’ed Atshan).
- Qumran. The Site of the Dead Sea Scrolls. Archaeological Interpretations and Debates. Proceedings of the Conference held at Brown University November 17–19, 2002, (eds.) K. Galor, J.-B. Humbert, et J. Zangenberg, (Boston : Brill, 2006).
- Crossing the Rift: Resources, Routes, Settlement Patterns and Interaction in the Wadi Arabah, Proceedings of the Conference held at the Fernbank Museum of Natural History in Atlanta, GA, November 19, 2003, (eds.) P. Bienkowski et K. Galor, in Levant Supplementary Series 3 (Winona Lake : Eisenbrauns, 2006).
- From Antioch to Alexandria. Studies in Domestic Architecture during the Roman and Byzantine Periods, (eds.) Galor, K. et Waliszewski, T., in Polish Archaeology in the Mediterranean (Varsovie, Institute of Archaeology, université de Varsovie, 2007).
- Unearthing Jerusalem: 150 Years of Archaeological Research in the Holy City. Proceedings of the Conference held at Brown University November 12-14, 2006, (eds.) K. Galor et G. Avni (Winona Lake : Eisenbrauns, 2011).
- Gender and Social Norms in Ancient Israel, Early Judaism and Christianity. Texts and Material Culture. Proceedings of the conference held at the University of Koblenz-Landau, Germany, February, 18–21, 2016, (eds.), M. Bauks, K. Galor and J. Hartenstein, in Journal of Ancient Judaism. Supplements (Göttingen : Vandenhoeck & Ruprecht, 2019).